# Grape (Base Ball Bearのアルバム)
『Grape』（グレープ）は、Base Ball Bearの2作目のEPである。2019年9月4日にJVCケンウッド・ビクターエンタテインメント内のプライベートレーベル・DGP RECORDSより配信限定でリリースされた。

## 概要
Base Ball BearのEPとしては前作『ポラリス』より約7ヶ月ぶりの作品である。
本作はバンドのEP・アルバム作品としては初めて配信限定でのリリースとなったが、2019年9月15日の「Guitar！Drum！Bass！Tour～日比谷ノンフィクションVIII～」（日比谷野外大音楽堂）および同年9月28日から12月22日にかけてのツアー「Guitar！Drum！Bass！Tour」の各ライブ会場限定で、CDとDVDによる2枚組のパッケージ盤も販売された。『Grape EP』と題したCDには配信と同じく4曲を収録し、『LIVE IN LIVE～17才から17年やってますツアー～〈OFFICIAL BOOTLEG VIDEO〉』と題したDVDには、2019年2月3日から4月19日にかけて行ったツアーのライブ映像を11曲収録する。
2019年9月3日には、本作のリリースを記念した特別番組『生Base Ball Bearさんの生WEBラジオ』が、LINE LIVEにて配信された。
4曲すべてが2020年1月発売のオリジナルアルバム『C3』に収録された。

### チャート成績
オリコンチャートでは、週間デジタルアルバム部門で初登場4位を記録。Billboard Japanの「Download Albums」部門でも初登場2位を達成した。なお、どちらの順位も、バンドのアルバム作品の中では最も高いチャート成績となった。

## 収録曲

### Grape EP
| #         | タイトル                     | 作詞      | 作曲                 | 時間  |
| --------- | ---------------------------- | --------- | -------------------- | ----- |
| 1.        | 「いまは僕の目を見て」       | 小出祐介  | 小出祐介             | 4:18  |
| 2.        | 「セプテンバー・ステップス」 | 小出祐介  | 小出祐介・堀之内大介 | 3:19  |
| 3.        | 「Summer Melt」              | 小出祐介  | 小出祐介             | 3:20  |
| 4.        | 「Grape Juice」              | 小出祐介  | 小出祐介・堀之内大介 | 3:21  |
| 合計時間: | 合計時間:                    | 合計時間: | 合計時間:            | 14:18 |

### LIVE IN LIVE～17才から17年やってますツアー～〈OFFICIAL BOOTLEG VIDEO〉（DVD）
ライブ会場限定盤のみに付属する。2019年2月3日から4月19日にかけて開催したツアー「LIVE IN LIVE～17才から17年やってますツアー～」の映像が収録される。この映像盤はバンドのメンバー・スタッフにより制作された「半ばDIY的」なものであり、ツアーで撮影された映像からのセレクト作業は関根史織と堀之内大介が、映像のミックス作業は小出祐介が担当している。
| #   | タイトル             | 作詞 | 作曲・編曲 |
| --- | -------------------- | ---- | ---------- |
| 1.  | 「17才」             |      |            |
| 2.  | 「試される」         |      |            |
| 3.  | 「Flame」            |      |            |
| 4.  | 「Transfer Girl」    |      |            |
| 5.  | 「FUTATSU NO SEKAI」 |      |            |
| 6.  | 「PARK」             |      |            |
| 7.  | 「ポラリス」         |      |            |
| 8.  | 「星がほしい」       |      |            |
| 9.  | 「青い春.虚無」      |      |            |
| 10. | 「The Cut」          |      |            |
| 11. | 「祭りのあと」       |      |            |

## 楽曲について
4曲とも、2020年1月22日リリースの『C3』にアルバムバージョンで再収録されている。
1. いまは僕の目を見て
2. セプテンバー・ステップス
3. Summer Melt
4. Grape Juice

## ライブ・ツアー
前作『ポラリス』と本作を引っさげ、2019年9月15日に日比谷野外大音楽堂にてワンマンライブ「Guitar！Drum！Bass！Tour～日比谷ノンフィクションVIII～」を、また9月28日から12月22日にかけては全国ツアー「Guitar！Drum！Bass！Tour」を開催する。前述の通り、各公演の会場では本作のパッケージ盤が販売される。ツアー日程は以下の通り。

### 日程
Guitar！Drum！Bass！Tour～日比谷ノンフィクションVIII～
- 9月15日 - 日比谷野外大音楽堂（東京都）

Guitar！Drum！Bass！Tour
- 9月28日 - 高松DIME（香川県）
- 9月29日 - 松山サロンキティ（愛媛県）
- 10月12日 - 長崎 DRUM Be-7（長崎県）
- 10月13日 - 熊本 B.9 V2（熊本県）
- 10月19日 - なんばHatch（大阪府）
- 10月26日 - Sound Hall a.C（長野県）
- 10月27日 - NEXS Niigata（新潟県）
- 11月4日 - Yokohama Bay Hall（神奈川県）
- 11月9日 - LIVE rise SHUNAN（山口県）
- 11月10日 - 松江 AZTiC canova（島根県）
- 11月21日 - darwin（宮城県）
- 11月23日 - 青森 Quarter（青森県）
- 11月29日 - 千葉LOOK（千葉県）
- 12月1日 - 甲府 Conviction（山梨県）
- 12月7日 - 函館 CLUB Cocoa（北海道）
- 12月8日 - cube garden（北海道）
- 12月15日 - DIAMOND HALL（愛知県）
- 12月21日 - 小倉FUSE（福岡県）
- 12月22日 - 広島CAVE-BE（広島県）